# NGC 5256
NGC 5256 é uma galáxia espiral (Sab/P) localizada na direcção da constelação de Ursa Major. Possui uma declinação de +48° 16' 39" e uma ascensão recta de 13 horas, 38 minutos e 17,4 segundos.
A galáxia NGC 5256 foi descoberta em 12 de Maio de 1787 por William Herschel.